# Landtagswahl in Kärnten 1975
- SPÖ: 20
- ÖVP: 12
- FPÖ: 4

Die Landtagswahl in Kärnten 1975 fand am 2. März 1975 statt. Dabei konnte die Sozialistische Partei Österreichs (SPÖ) den ersten Platz und die absolute Mandatsmehrheit halten. Auch die Österreichische Volkspartei (ÖVP) und Freiheitliche Partei Österreichs (FPÖ) konnten ihren Mandatsstand halten, wenngleich alle drei Parteien Stimmenanteile durch das Antreten der Kärntner Einheitsliste (Koroska enotna lista, KEL) und der Reformpartei (RP) verloren. 
1975 waren 347.408 Menschen bei der Landtagswahl stimmberechtigt, wobei dies eine Steigerung der Wahlberechtigten um 11.030 Personen bedeutete. Die Wahlbeteiligung lag 1975 bei 88,07 % und war damit gegenüber 1970 (85,96 %) leicht gestiegen.

## Gesamtergebnis
|                                              | Ergebnisse 1975 | Ergebnisse 1975 | Ergebnisse 1975 | Ergebnisse 1970 | Ergebnisse 1970 | Ergebnisse 1970 | Differenzen | Differenzen | Differenzen |
| -------------------------------------------- | --------------- | --------------- | --------------- | --------------- | --------------- | --------------- | ----------- | ----------- | ----------- |
|                                              | Stimmen         | %               | Mand.           | Stimmen         | %               | Mand.           | Stimmen     | %           | Mand.       |
| Abgegebene Stimmen                           | 305.963         |                 | 36              | 289.155         |                 | 36              | + 16.808    |             |             |
| Ungültig                                     | 3.364           | 1,10 %          |                 | 2.964           | 1,03 %          |                 | + 400       | + 0,07 %    |             |
| Gültig                                       | 302.599         | 98,90 %         |                 | 286.191         | 98,97 %         |                 | +16.408     | - 0,07 %    |             |
| Partei                                       |                 |                 |                 |                 |                 |                 |             |             |             |
| Sozialdemokratische Partei Österreichs (SPÖ) | 155.602         | 51,42 %         | 20              | 151.978         | 53,10 %         | 20              | + 3.624     | - 1,68 %    | ± 0         |
| Österreichische Volkspartei (ÖVP)            | 98.020          | 32,39 %         | 12              | 92.938          | 32,47 %         | 12              | + 5.082     | - 0,08 %    | ± 0         |
| Freiheitliche Partei Österreichs (FPÖ)       | 35.721          | 11,80 %         | 4               | 34.704          | 12,13 %         | 4               | + 1.017     | - 0,33 %    | ± 0         |
| Kommunistische Partei Österreichs (KPÖ)      | 6.013           | 1,99 %          | 0               | 6.571           | 2,30 %          | 0               | - 558       | - 0,31 %    | ± 0         |
| Kärntner Einheitsliste (KEL)                 | 6.130           | 2,03 %          | 0               | n.k.            | n.k.            | n.k.            | + 6.130     | + 2,03 %    | ± 0         |
| Reformpartei (RP)                            | 1.113           | 0,37 %          | 0               | n.k.            | n.k.            | n.k.            | + 1.113     | + 0,37 %    | ± 0         |